# Cerdistus
Cerdistus är ett släkte av tvåvingar. Cerdistus ingår i familjen rovflugor.

## Bildgalleri

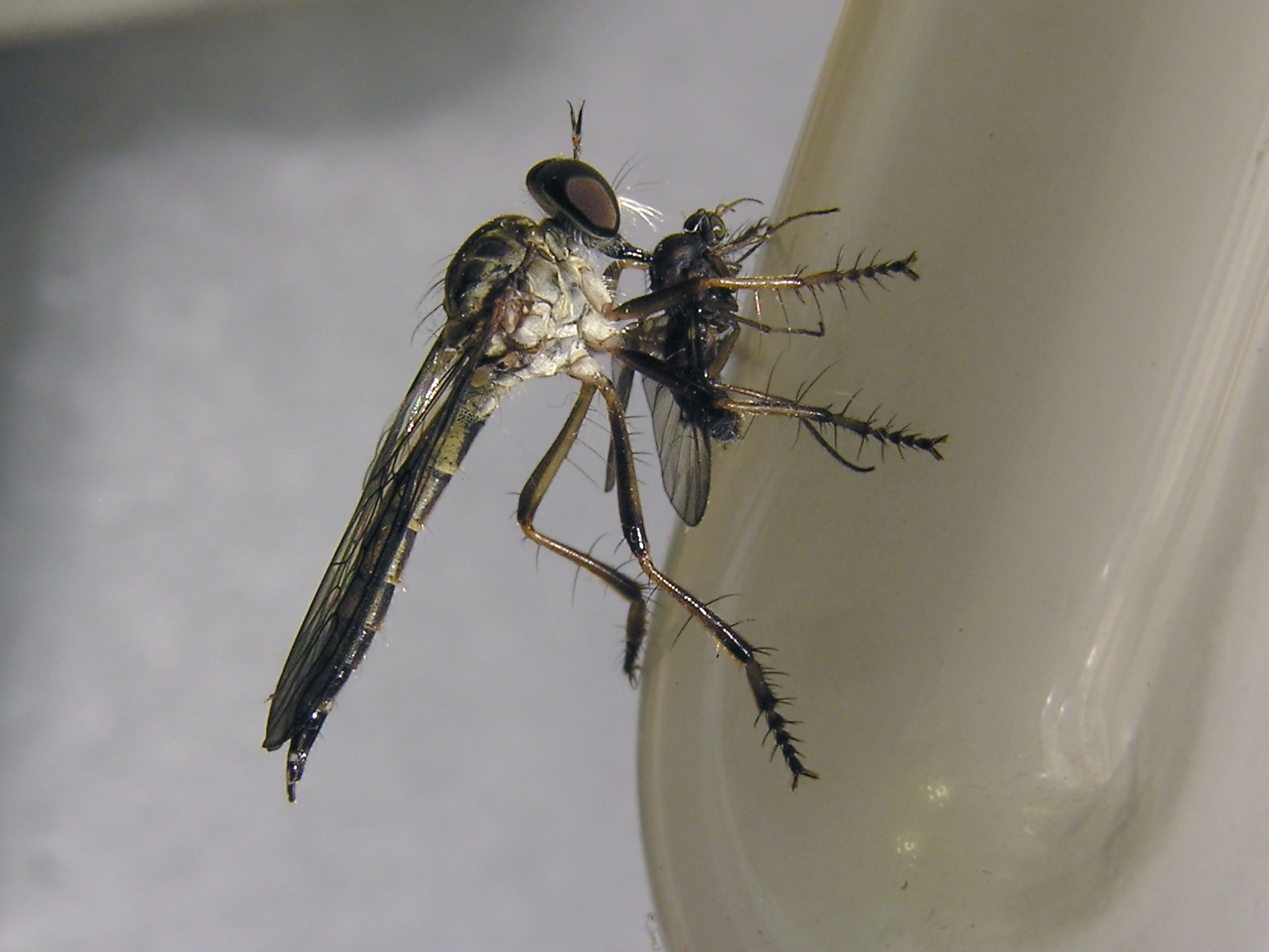
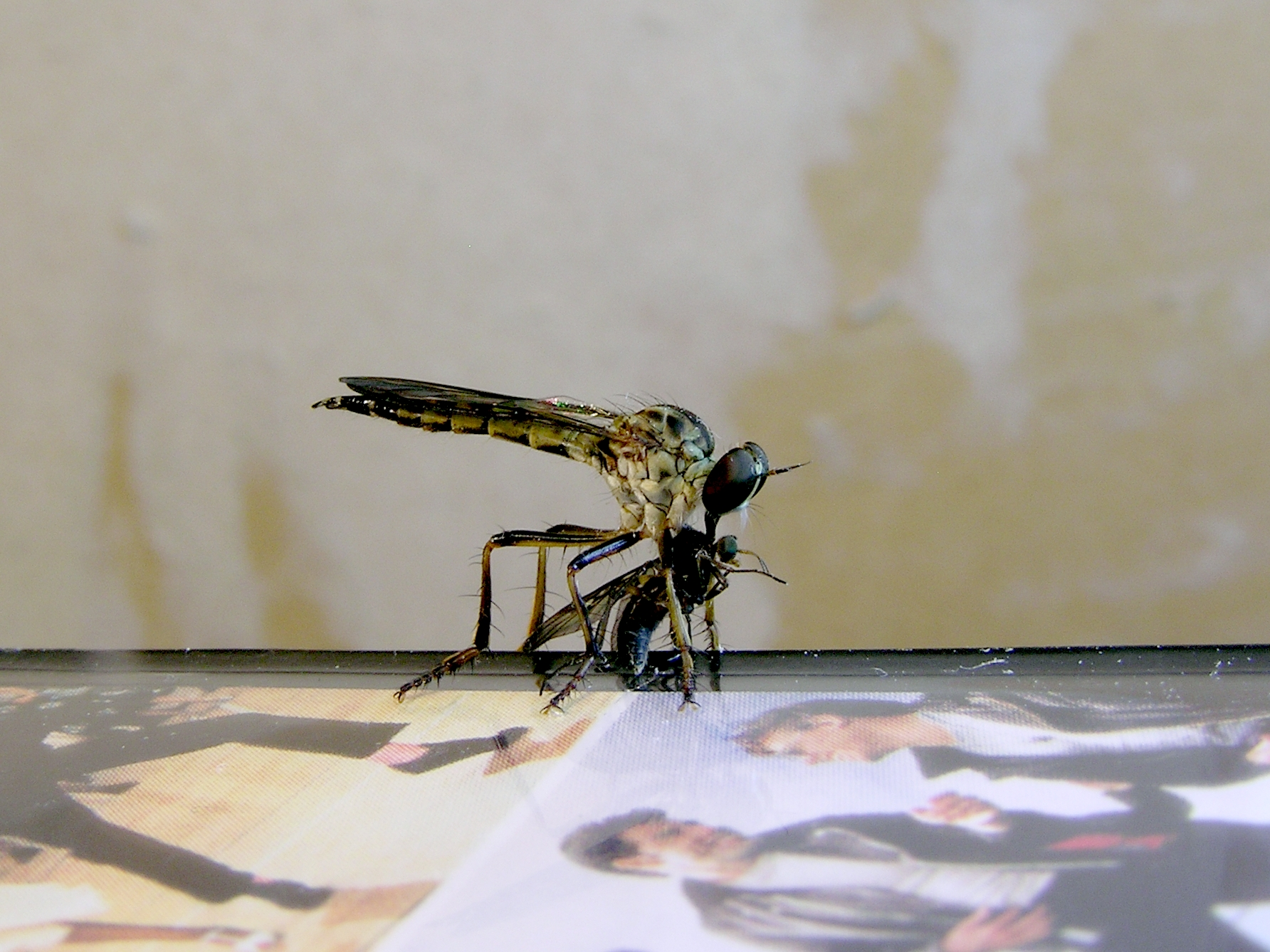

## Dottertaxa tillCerdistus, i alfabetisk ordning[1]
- Cerdistus acuminatus
- Cerdistus antilco
- Cerdistus armatus
- Cerdistus australasiae
- Cerdistus australis
- Cerdistus begauxi
- Cerdistus blascozumetai
- Cerdistus caliginosus
- Cerdistus celaenophanes
- Cerdistus claripes
- Cerdistus coedicius
- Cerdistus creticus
- Cerdistus cygnis
- Cerdistus dactylopygus
- Cerdistus debilis
- Cerdistus denticulatus
- Cerdistus desertorum
- Cerdistus dimidiatus
- Cerdistus divaricatus
- Cerdistus elegans
- Cerdistus elicitus
- Cerdistus erythruroides
- Cerdistus erythrurus
- Cerdistus exilis
- Cerdistus flavicinctus
- Cerdistus flavimystaceus
- Cerdistus fuscipennis
- Cerdistus gaminicola
- Cerdistus graminis
- Cerdistus hermonensis
- Cerdistus indifferens
- Cerdistus jubatus
- Cerdistus lativentris
- Cerdistus lautus
- Cerdistus lekesi
- Cerdistus lividus
- Cerdistus luctificus
- Cerdistus maculatus
- Cerdistus manii
- Cerdistus margitis
- Cerdistus maricus
- Cerdistus melanomerus
- Cerdistus mellis
- Cerdistus neoclaripes
- Cerdistus novus
- Cerdistus olympianus
- Cerdistus pallidus
- Cerdistus prostratus
- Cerdistus rectangularis
- Cerdistus ruficoxatus
- Cerdistus rufometatarsus
- Cerdistus rusticanoides
- Cerdistus rusticanus
- Cerdistus santoriensis
- Cerdistus separatus
- Cerdistus setifemoratus
- Cerdistus setosus
- Cerdistus sugonjavei
- Cerdistus unicus
- Cerdistus varifemoratus
- Cerdistus varimystaceus
- Cerdistus villicatus
- Cerdistus vittipes
- Cerdistus zelleri